# Szabla

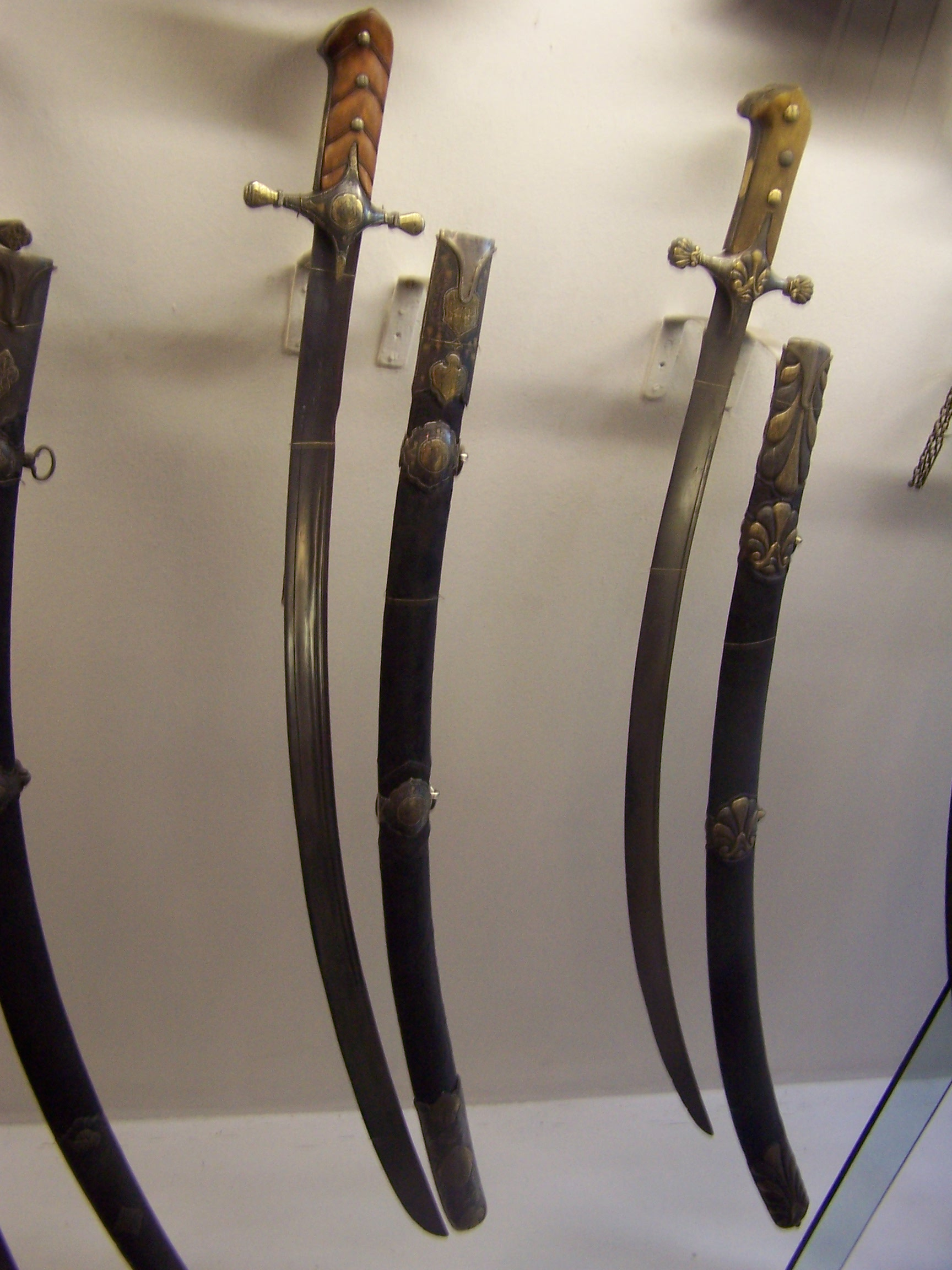
Szable ceremonial anomenat karabela al Museu de l'Exèrcit Polonés, Varsòvia

La szabla (polonès: [ˈʂabla]; plural: szable, sabre) és una espasa corbada d'origen oriental que va ser àmpliament utilitzada en la Confederació de Polònia i Lituània, especialment durant l'època medieval i moderna. La seva característica principal és la fulla corbada, dissenyada per a combats de cavalleria i per a lluites en què la mobilitat i la rapidesa eren essencials. La szabla va esdevenir un símbol de la noblesa polonesa i va tenir un paper destacat en les guerres, especialment durant les campanyes de la República de les Dues Nacions i altres conflictes regionals. La seva influència perdura com a element cultural i històric, i encara és reconeguda com una icona de la història militar de la regió.

## Tipus

### Hongarès-polonès
El primer tipus de szabla, el hongarés-polonès (węgiersko-polska), va ser popularitzat entre els szlachta durant el regnat del rei Esteve Bathory I a finals del segle xvi. Tenia una empunyadura gran i oberta amb una guarnició en forma de creu i una fulla pesada, recta o lleugerament corbada. Atès que el sabre proporcionava poca o cap protecció per a les mans, s'adjuntà una cadena que unia la creu i el pom. Durant la seva reforma de l'exèrcit, el rei es va fer fer diverses armes, a les que s'hi va gravar el seu retrat, per això aquest tipus de sabre també es coneix com a batorówka, en honor de Batory.

### Estil armeni
A finals del segle xvii va aparèixer la primera modificació notable del sabre. A diferència del primer tipus "hongarès-polonès", va aparèixer una guarnició més protegida i més semblant als sabres corbs de l'Est. Per tant, es va anomenar "sabre armeni", possiblement pels mercaders armenis i mestres espasers que foren gran part dels fabricants d'armes de la Confederació en aquells temps. De fet, el sabre armeni va donar lloc a tres tipus d'espases quasi completament diferents, cadascuna amb un propòsit diferent. La seva popularitat i eficàcia van fer que els nobles polonesos abandonessin les espases de cistell utilitzades a Europa occidental.
- Czeczuga: era un sabre corbat amb una petita creu amb una empunyadura ornamentada i una caputxa que oferia una protecció parcial a la mà.
- Ordynka: era una arma més pesada emprada per la cavalleria. Semblava una barreja de totes les característiques del Czeczuga amb una empunyadura i fulla més pesades i duradores de l'espasa curta.
- Karabela armenia: va ser el primer exemple d'una espasa cerimonial usada pels szlachta. Tenia la seva fulla i la creu corba, i un mànec curt. Estava gravat i decorat amb pedres precioses i ivori. Usat al llarg dels segles, al segle xviii es va convertir en la karabela estàndard, que s'utilitzava tant com a part de l'abillament com en el combat (veure a sota).

### Szabla hússar

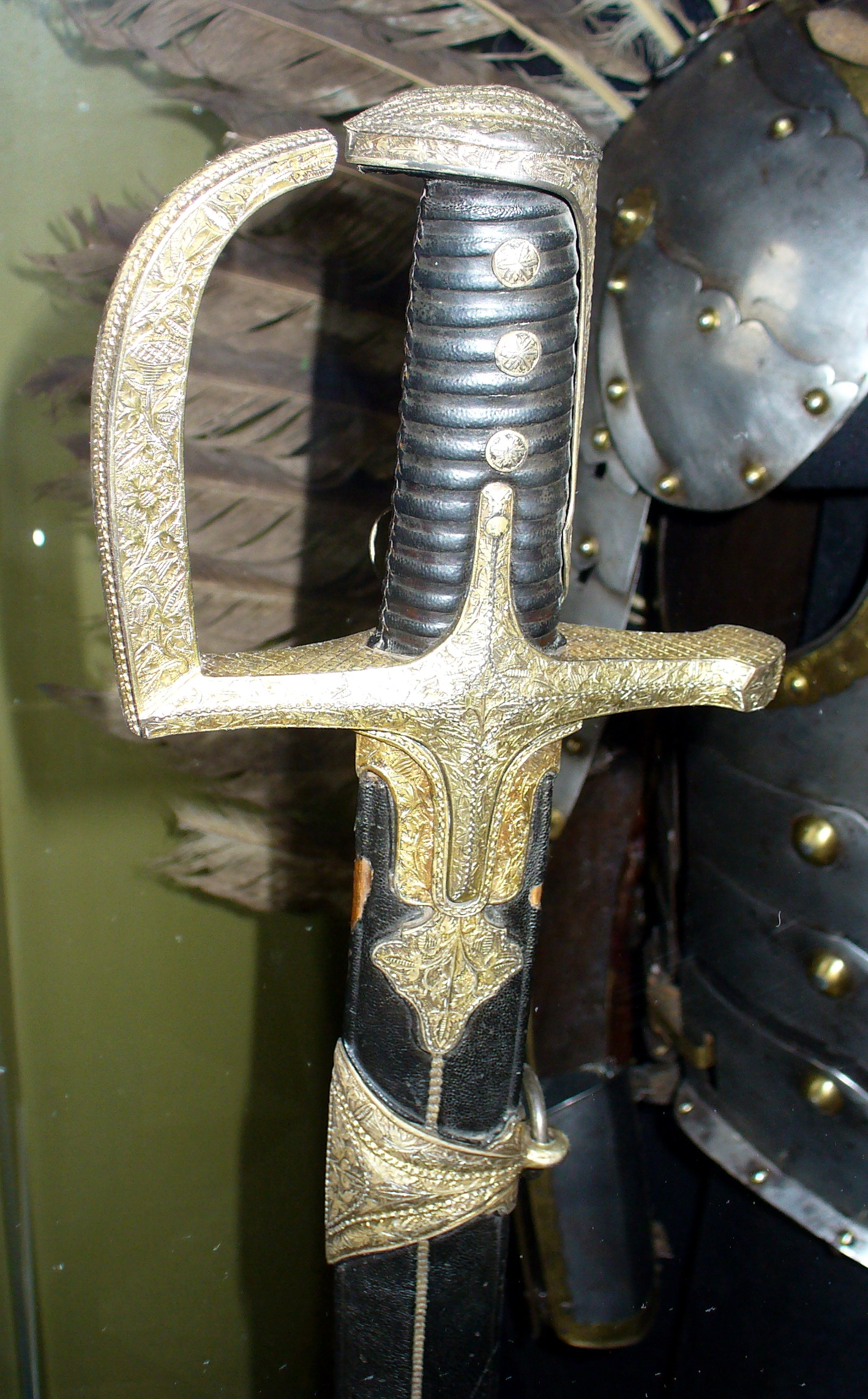
Sabre d'hússar polonès, 1614.

El sabre d'hússar va ser potser el tipus de szabla més conegut del seu temps i va ser precursor de moltes altres armes europees. Introduït al voltant de 1630, va servir com a arma de mêlée de la cavalleria polonesa, utilitzada principalment per la cavalleria pesant i els Hússars Polonesos. Molt menys corbat que els seus predecessors armenis, era ideal per lluitar a cavall i permetia atacs molt més ràpids i potents. L'empunyadura, més pesada i gairebé tancada, oferia tant una bona protecció de la mà com un millor control sobre el sabre durant una escaramussa. Dues peces de metall amb forma de ploma a banda i banda de la fulla anomenada bigoti (wąsy) oferien una major durabilitat de l'arma reforçant el seu punt més feble: l'articulació entre la fulla i l'empunyadura. El soldat que lluités amb aquest sabre podria agafar-lo amb el polze estès al llarg de la part posterior de l'empunyadura per a un control encara més gran quan l'esgrimís a peu o contra altres cavallers experimentats; o usant l'anell de polze, un petit anell d'acer o llautó a la cruïlla de l'empunyadura i la creu a través de la qual es col·loca el dit polze, podria donar talls contundents des de l'espatlla i el colze amb el canell "bloquejat" contra la infanteria i els cavallers menys experimentats. Aquest anell també facilitava la "recuperació" més ràpida de l'arma per al següent tall. Un szabla hússar típic era relativament llarg, amb una fulla mitjana de 85 centímetres en total. La punta de la fulla, normalment entre 15 i 18 centímetres, era en la majoria dels casos de doble fil. Aquests sabres eren extremadament durables, i es van utilitzar en combat fins al segle xix.
El disseny polonès i hongarès del szabla va influir en una sèrie de dissenys en altres parts d'Europa i va conduir a la introducció del sabre a Occident. Un exemple que té una semblança considerable és el famós "Sabre per a Cavalleria Lleugera model 1796" que va ser dissenyat pel capità John Gaspard Le Marchant després de les seves visites a Europa central i Oriental i la investigació sobre les tàctiques i armes de cavalleria d'aquestes i altres nacions. Polònia havia deixat d'existir com una nació independent, però la seva co-nació de segles anteriors, Hongria, era encara una nació existent, i aquesta era l'origen dels hússars. El szabla va ser, per tant, la principal font d'inspiració per al primer sabre "principalment tallant" de l'exèrcit britànic, 150 anys abans que talwar indi. Aquest mateix sabre "1790" va ser pres per les tropes del rei de Hannover i també pels prussians sota el comandament del general Gebhard Leberecht von Blücher, que va intentar donar el seu nom a l'arma, tot i que va seguir essent coneguda com el "1796 per a Cavalleria Lleugera" a la resta de Europa. Aquesta arma també va trobar lloc a la cavalleria dels recentment formats Estats Units a la Guerra de 1812. És notori senyalar que les durant la Guerra del Francés, la cavalleria espanyola es va trobar falta de subministraments. Moltes fulles del model "1796" van ser unides a les cassoletes franceses, més barroques i completes, donant lloc a un model que va ser vagament conegut com a "1815".

### Karabela

Pom amb forma de cap d'àliga un una karabela

La karabela va entrar al servei al voltant de 1670.
Una karabela era una espècie de szabla popular en la Confederació de Polònia i Lituània en la década de 1670.
La paraula "karabela" no té una etimologia ben establerta, i es suggereixen diferents versions. Per exemple, Zygmunt Gloger suggereix la derivació del nom de la ciutat iraquiana de Karbala, coneguda pel comerç d'aquest tipus de sabres.

### Altres tipus
- Kosciuszkowska, una variant popularitzada durant la Insurrecció de Kościuszko;
- Szabla wz.34 ('szabla model 34'), una variant del segle xx produïda des de 1934 a la Segona República polonesa per la cavalleria polonesa; només se'n van produir unes 40.000.